# Aneurin Jones
Aneurin Jones (1930 – 25. září 2017) byl velšský malíř. Narodil se do zemědělské rodiny v Cwmwysg, což je malá komunita na hranicích hrabství Brecknockshire a Carmarthenshire. V letech 1950 až 1955 studoval umění na Swansea College of Art. Později působil jako učitel ve vesnici Crymych. Ve své tvorbě se inspiroval zemědělským životem na vesnicích. Mnohokrát svá díla vystavoval na National Eisteddfod of Wales a v roce 1981 zde získal hlavní cenu. Jeho díla byla vystavována ve Velšské národní knihovně, v muzeu Ceredigion či ve velšském Muzeu moderního umění. Jeho synem byl malíř Meirion Jones.